# Mariya Muzychuk
Mariya Olegivna Muzychuk (em ucraniano:  Марія Олегівна Музичук; Leópolis, 21 de setembro de 1992) é uma jogadora de xadrez da Ucrânia ex-campeã mundial de xadrez. Mariya venceu o Campeonato Mundial Feminino de Xadrez de 2015 tendo derrotado na final Natalia Pogonina. Ela é irmã de Anna Muzychuk, que venceu o Campeonato Mundial Feminino de xadrez blitz em 2014.